# Sofie Louise Johansson

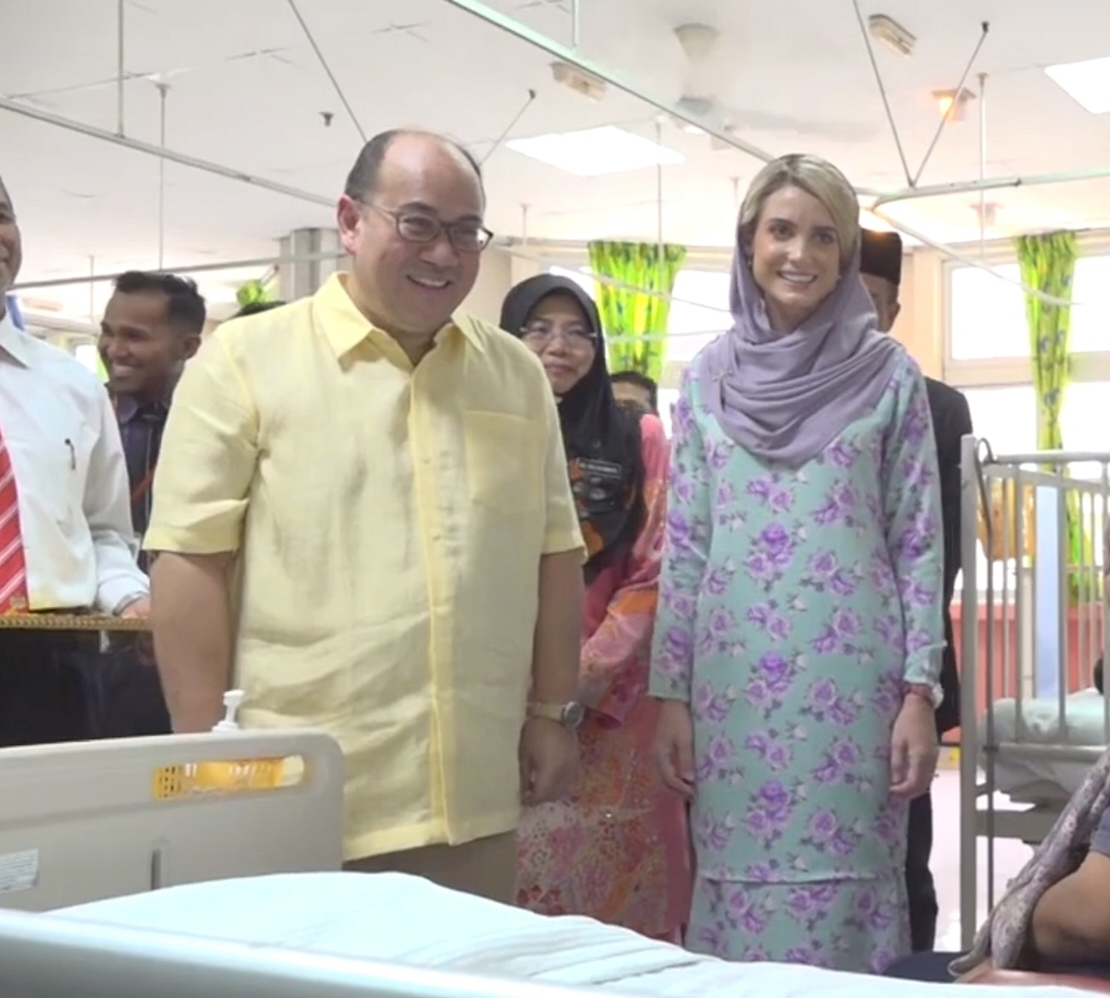
Sofie Louise Johansson tillsammans med sin make Tengku Muhammad Fa-iz Petra den 18 september 2019.

Sofie Louise Johansson, född 6 juni 1986 i Mantorp, Östergötland, är prinsessa av Kelantan i Malaysia. Hon är sedan 2019 gift med Tengku Muhammad Faiz Petra, dåvarande kronprins av malaysiska delstaten Kelantan.

## Biografi
Johansson föddes i Mantorp, men växte upp i Linköping. På gymnasiet studerade hon barn- och fritidsprogrammet. Hon har också en examen i engelska och sociologi.
Johansson träffade sin blivande make i England där hon arbetade som au pair samtidigt som han studerade.
Bröllop
Bröllopet ägde rum på kvällen den 19 april 2019 och beskrevs i förväg som moderat. Inbjudna gäster var kungafamiljen och nära vänner.

### Titel
Efter äktenskapets ingående och fram till 2 augusti 2022 var Johanssons titel Che Puan Sofie Louise Johansson Petra. Mellan 2 augusti 2022 och 4 januari 2024 titulerades Johansson som Che Puan Mahkota of Kelantan. Che Puan motsvaras av det svenska "Hennes/Ers Nåd".

### Barn
Den 17 juli 2023 föddes parets första barn, Tengku Muhammad Johan Petra Bin Tengku Muhammad Fa-iz Petra.